# Bánovský hrad
Bánovský hrad se nacházel v obci Bánovce nad Bebravou. Doložený byl v roce 1454 a v 16. století, později však zanikl. Roku 1466 se jeho majitelem stal Ladislav Podmanický.